# レンタルなんもしない人のなんもしなかった話
『レンタルなんもしない人のなんもしなかった話』（レンタルなんもしないひとのなんもしなかったはなし）は、レンタルなんもしない人（本名：森本 祥司〈もりもと しょうじ〉）が著したノンフィクションエッセイ。2019年4月17日に晶文社から刊行された。2018年6月に自身のツイッターで「レンタルなんもしない人」のサービスを告知してから2019年1月31日にテレビ番組に出演するまでに起きた出来事をほぼ時系列順に紹介している。
本作を原作としたテレビドラマが増田貴久主演で2020年4月から9月にかけてテレビ東京で放送された。

## 概要
出版社のライターとして3年間働いたのち、様々な仕事に就きながらも長続きせず、「自分は仕事に向いていない」と悟ったレンタルなんもしない人は2018年6月に自身のツイッターでこんな告知を出した。
告知初日こそ依頼はなかったが、瞬く間にサービスのことが拡散されるようになり、告知してから僅か1年半でフォロワーが約25万人（2020年1月29日現在）となった。そして、それがきっかけになり、本作を始めとして、『〈レンタルなんもしない人〉というサービスをはじめます』（河出書房新社）や漫画も刊行されるようになった。
これまで請け負った依頼は「自分に関わる裁判の傍聴席に座ってほしい」「10年間過ごした東京から大阪に引っ越すのだが、もし空いていたら“見送る友人”としてレンタルしたい」「ピアノの練習の間、そばにいてほしい」など様々だが、その間もレンタルなんもしない人はただそこにいるだけで一切口出しをしたり、手出しをすることはない。本当に何もしないのに、依頼が途切れない理由についてこう語った。
世間に認知されるようになり、町を歩くと声をかけられるようになったというが、これからのことを聞かれると謙遜するように「もし飽きることがあったとすれば、その時の気持ちに委ねます」と語っている。

## 書誌情報
- 単行本：2019年4月17日発売、晶文社、ISBN 978-4-7949-7083-1

| #  | タイトル                                                    |
| -- | ----------------------------------------------------------- |
| 1  | 最初の一週間の話                                            |
| 2  | その後の、6月:もう一人の私になってほしい                    |
| 3  | 7月:ロッカーに行け                                          |
| 4  | 8月の話:外苑前にこれたりしますか（涙）                      |
| 5  | 9月:「友人の見送り」をレンタルしたいです                    |
| 6  | 10月:「結婚式にでくわした」ぐらいの気持ちで、なんもしないで |
| 7  | 11月:この依頼を断ってくれませんか                           |
| 8  | 12月:自分以外の生物がいる状態の自分を確認したい             |
| 9  | 1月:私入院してまして、お見舞いきてくれません?               |
| 10 | 2月の話（おまけ）                                           |

## テレビドラマ
『レンタルなんもしない人』（レンタルなんもしないひと）のタイトルで、2020年4月9日（8日深夜）から10月1日（9月30日深夜）までテレビ東京系「ドラマホリック!」で放送された。主演は増田貴久。
新型コロナウイルスの影響で4月上旬から撮影を一時中断し、全12話のうち6月4日（3日深夜）の第9話以降の放送が延期になった。また1クール遅れで2020年7月6日（5日深夜）から放送される予定だったBSテレビ東京での放送も延期された（2020年10月5日（4日深夜）から放送された）。8月4日には9月10日からの放送再開が発表された。8月13日からは厳選された4話（第1話・第3話・第7話・第8話）の再放送に新しく撮影したミニストーリーが付いたスペシャル版が放送された。

### キャスト
- 森山将太 - 増田貴久
- 森山沙紀 - 比嘉愛未[8]
- 神林勇作 - 葉山奨之[8]
- 小柳 - 小松利昌
- 谷川まりあ - 松川星
- 森山優斗 - 森岡正虎
- 武井翔也
- 金田 - 古舘寛治[8]

#### ゲスト
第1話
- 大宮亜希 - 志田未来[9]
- 吉岡 - 田中幸太朗
- 喫茶店店員 - 佐々木史帆
- 喜田あゆ美（声の出演）
- 岡野 - 増子直純（怒髪天）[10]

第2話
- 城戸貴志 - 岡山天音[9]
- 村上 - 山口翔悟
- 草野イニ
- 琴子
- 三村結子 - 餅田コシヒカリ（駆け抜けて軽トラ）[10]
- 桐山 - 平子祐希（アルコ&ピース）[10]

第3話
- 島袋香奈 - 福原遥[11]
- 弘美 - 柳美稀
- 絢音 - 矢野優花
- ケーキ屋の店員 - 小野島徹（駆け抜けて軽トラ）[10]
- 今関剛誠
- 村野 - 竹内まなぶ（カミナリ）[11]

第4話
- 京野彩 - 山口紗弥加[11]
- 京野健太 - 笠原秀幸[11]
- 京野千鶴子 - 磯西真喜
- 黒田 - 蔵原健
- 橋口勇輝
- 裕子 - 芦那すみれ
- 伊芸勇馬
- 加藤 - 梅舟惟永
- 金子 - 長友郁真

第5話
- 小西浩 - 小木茂光
- 小西恵子 - 大島さと子
- 神林勇太郎 - 阪田マサノブ（第10話・第11話〈声の出演〉）
- 神林由美 - 阿部朋子
- 神林颯太 - 藤井直樹（美 少年/ ジャニーズJr.）（第11話）[12]
- 警察官 - 益山U☆G（第10話）
- 梨乃 - 山﨑ケイ（相席スタート）

第6話
- 佐々木麻衣 - 徳永えり[12]
- 佐々木俊介 - 細小路天真
- 美容師 - 越村友一
- 浅井浩介
- 美咲 - 一双麻希
- 久留栖るな
- 山城秀之
- レストランのシェフ - 藏内秀樹

第7話
- 大槻春樹 - 西岡徳馬
- 向田 - 平原テツ
- 鈴木とーる
- 立枝歩
- 畑俊樹
- 龍也 - 喜矢武豊[12]

第8話
- 瀬戸正一郎 - 松尾諭
- 明星真由美
- 拓馬 - 名村辰
- 松澤傑
- 有美 - 澤山薫
- 浅井映里香
- 李そじん
- フォンチー
- 塚田美津代
- 水島涼太
- 青木悠
- 河野 - ヒャダイン[12]

第9話
- 永田知世 - 土村芳[13]
- 小川優季 - 古川琴音[13]
- 岸田藍 - 柳英里紗

第10話
- 滝口誠 - 磯村勇斗[13]
- 古橋 - 春日俊彰（オードリー）
- 滝口キヨ - 福井裕子
- 関達哉 - 宮世琉弥

第11話
- 牧野文一 - 安井順平
- 村田真沙子 - 阿南敦子
- 田中 - きづき
- 福井 - 近藤笑菜
- くるみ - 佐々木史帆
- 菅原 - 沖田裕樹

第12話
- 森田希美 - 松本若菜[13]
- 奥山康弘 - 前原滉
- バーテンダー - 久保田悠来
- 謎の男 - 唐沢寿明[14]

### スタッフ
- 原作 - レンタルなんもしない人 『レンタルなんもしない人のなんもしなかった話』（晶文社刊）
- 原作協力 - レンタルなんもしない人 『〈レンタルなんもしない人〉というサービスをはじめます。』（河出書房新社刊、ISBN 978-4309028026）
- 監督 - 草野翔吾、タナダユキ、棚澤孝義、進藤丈広
- 脚本 - 政池洋佑、本田隆朗、竹川春菜
- 主題歌 - NEWS 「ビューティフル」（ジャニーズ・エンタテイメント）[15]
- 音楽・選曲 - 加藤久貴
- オープニング - 森本愛逢（イラスト）、草野翔吾（アニメ）
- 画面制作 - グレートインターナショナル
- 技術協力 - ビデオフォーカス
- 照明協力 - Kカンパニー
- 美術協力 - BEENS
- ポスプロ - ビーグル、アクティブシネクラブ
- チーフプロデューサー - 山鹿達也（テレビ東京）
- プロデューサー - 稲田秀樹（テレビ東京）、小松幸敏（テレビ東京）、尾花典子（ジェイ・ストーム）、近添有賀（ViViA）、渡邉崇（ViViA）
- 制作協力 - ViViA（ノークレジット[16]）
- 制作 - テレビ東京、ジェイ・ストーム
- 製作著作 - 「レンタルなんもしない人」製作委員会

### 放送日程
| 話数   | 放送日   | サブタイトル         | ラテ欄                                         | 脚本     | 監督       |
| ------ | -------- | -------------------- | ---------------------------------------------- | -------- | ---------- |
| 第1話  | 04月09日 | ただいまレンタルさん | 夢破れたハケン女子からの依頼!                  | 政池洋佑 | 草野翔吾   |
| 第2話  | 04月16日 | 一緒に出社!          | 出社しない選択悩む若者救う謎行動&（秘）過去話! | 政池洋佑 | 草野翔吾   |
| 第3話  | 04月23日 | 特別な誕生日         | SNS疲れ…? 女子大生と二人きりで祝う誕生日       | 政池洋佑 | タナダユキ |
| 第4話  | 04月30日 | 再スタートに同行     | 人生再スタート 離婚届の提出に同行              | 政池洋佑 | タナダユキ |
| 第5話  | 05月07日 | 意外な訪問者         | 緊急事態!? 嵐を呼ぶ家族会議! 進化系親子ケンカ  | 本田隆朗 | 草野翔吾   |
| 第6話  | 05月14日 | 新米ママの奮闘       | 新米ママからのSOS! 子連れ外出で小さな奇跡      | 竹川春菜 | 棚澤孝義   |
| 第7話  | 05月21日 | 人生の集大成!        | 初めてのホスト体験&73歳終活に同行 涙の再出発   | 政池洋佑 | 棚澤孝義   |
| 第8話  | 05月28日 | 告白の答え!          | 一緒にいたい…婚活30連敗男の大逆転 幸せの結末   | 政池洋佑 | 棚澤孝義   |
| 第9話  | 09月10日 |                      | 誰にも言えないノロケ話!? 東京の中心で愛を叫ぶ  | 本田隆朗 | 進藤丈広   |
| 第10話 | 09月17日 |                      | 殺人者から招待 衝撃の独白!? レンタル家がバレた | 本田隆朗 | 草野翔吾   |
| 第11話 | 09月24日 |                      | ついにアンチと直接対決! 夫婦関係に波乱の予感   | 政池洋佑 | 草野翔吾   |
| 最終話 | 10月01日 |                      | 夫婦に最大のピンチ! レンタルさんの答えは!?     | 政池洋佑 | 草野翔吾   |

### 放送局
| 放送局         | 放送日時                     | 放送期間                                            | 系列                          | ネット状況 | 備考                     |
| -------------- | ---------------------------- | --------------------------------------------------- | ----------------------------- | ---------- | ------------------------ |
| テレビ東京     | 木曜 0:12 - 0:52（水曜深夜） | 2020年04月09日 - 05月28日 2020年09月10日 - 10月01日 | テレビ東京系                  | 製作局     |                          |
| テレビ大阪     | 木曜 0:12 - 0:52（水曜深夜） | 2020年04月09日 - 05月28日 2020年09月10日 - 10月01日 | テレビ東京系                  | 同時ネット |                          |
| テレビ愛知     | 木曜 0:12 - 0:52（水曜深夜） | 2020年04月09日 - 05月28日 2020年09月10日 - 10月01日 | テレビ東京系                  | 同時ネット |                          |
| テレビ北海道   | 木曜 0:12 - 0:52（水曜深夜） | 2020年04月09日 - 05月28日 2020年09月10日 - 10月01日 | テレビ東京系                  | 同時ネット |                          |
| テレビせとうち | 木曜 0:12 - 0:52（水曜深夜） | 2020年04月09日 - 05月28日 2020年09月10日 - 10月01日 | テレビ東京系                  | 同時ネット |                          |
| TVQ九州放送    | 木曜 0:12 - 0:52（水曜深夜） | 2020年04月09日 - 05月28日 2020年09月10日 - 10月01日 | テレビ東京系                  | 同時ネット |                          |
| テレビ和歌山   | 木曜 0:12 - 0:52（水曜深夜） | 2020年04月09日 - 05月28日 2020年09月10日 - 10月01日 | 独立局                        | 同時ネット |                          |
| びわ湖放送     | 水曜 23:58 - 24:38           | 2020年04月22日 - 06月10日 2020年09月30日 - 10月21日 | 独立局                        | 遅れネット |                          |
| 中国放送       | 土曜 0:45 - 1:25（金曜深夜） | 2020年07月25日 - 10月10日                           | TBS系                         | 遅れネット |                          |
| 東北放送       | 火曜 1:00 - 1:40（月曜深夜） | 2020年07月28日 - 10月13日                           | TBS系                         | 遅れネット | 寝られなドラマ枠         |
| BSテレ東（2K） | 月曜 0:35 - 1:15（日曜深夜） | 2020年10月05日 - 12月21日                           | テレビ東京系列 BSデジタル放送 | 遅れネット |                          |
| BSテレ東4K     | 月曜 0:35 - 1:15（日曜深夜） | 2020年10月05日 - 12月21日                           | テレビ東京系列 BSデジタル放送 | 遅れネット | 4Kアップコンバートで放送 |
| 青森朝日放送   | 月曜 - 金曜 14:45 - 16:05    | 2020年12月22日 - 12月29日                           | テレビ朝日系                  | 遅れネット | 2話連続                  |
| 奈良テレビ     | 水曜 9:55 - 10:30            | 2021年07月14日 - 9月29日                            | 独立局                        | 遅れネット |                          |

### Blu-ray&DVD
『レンタルなんもしない人』Blu-ray-BOX、DVD-BOX
TCエンタテインメントから2021年4月23日発売予定。各5枚組（本編：4枚、特典映像：1枚）。
| テレビ東京系 ドラマホリック!            | テレビ東京系 ドラマホリック!                      | テレビ東京系 ドラマホリック!          |
| 前番組                                  | 番組名                                            | 次番組                                |
| --------------------------------------- | ------------------------------------------------- | ------------------------------------- |
| 僕はどこから （2020年1月9日 - 3月19日） | レンタルなんもしない人 （2020年4月9日 - 10月1日） | メンズ校 （2020年10月8日 - 12月24日） |